# والاس سوزا (سياسي)
والاس سوزا (بالبرتغالية: Wallace Souza‏) هو صحفي ومقدم تلفزيوني وسياسي برازيلي، ولد في 12 أغسطس 1958 في ماناوس في البرازيل، وتوفي في 27 يوليو 2010 في ساو باولو في البرازيل بسبب نوبة قلبية. حزبياً، نشط في Social Christian Party (Brazil) ‏.

## وصلات خارجية
- الموقع الرسمي